# L'apprendista (Iris Murdoch)
L'apprendista (The Good Apprentice) è un romanzo di Iris Murdoch del 1985. Il romanzo fu tra i finalisti del Booker Prize del 1985, poi vinto da The Bone People di Keri Hulme.

## Trama
Edward Baltram, studente di college di Londra, per uno scherzo dà al suo migliore amico Mark un panino pieno di farmaci allucinogeni. Dopo che Mark, ancora drogato, cade da una finestra e muore, Edward è devastato dai sensi di colpa e dalla depressione, aggravata dalle lettere quotidiane della madre di Mark che lo accusano di essere un assassino.
Edward parte per Seegard, la casa di famiglia, lontano dalla dura realtà di Londra. Grazie all'amore del suo eccentrico padre e della famiglia allargata, Edward riesce sentirsi un po' meglio. Si rende conto, però, che deve fare i conti con la morte di Mark.
Nel frattempo, il fratellastro Stuart Cuno decide di abbandonare gli studi e iniziare a vivere da esteta, lasciando stupita la famiglia. Stuart è attratto sessualmente dal tredicenne Meredith, figlio di Thomas e Midge McCaskerville.
Mentre Edward cerca la redenzione e Stuart la salvezza, Midge ha una relazione con il migliore amico di suo marito, Harry Cuno, patrigno Edward e padre di Stuart. La sua storia d'amore passionale ha termine dopo due anni viene svergognata in pubblico, e inaspettatamente si innamora di Stuart. 

## Edizioni
- Iris Murdoch, L'apprendista, Feltrinelli, 1986,  p. 400, ISBN 88-07-01324-X.